# Gare de Briançon
Gare de Briançon vasútállomás Franciaországban, Briançon településen.

## Vasútvonalak
Az állomást az alábbi vasútvonalak érintik:
- Veynes–Briançon-vasútvonal

## Kapcsolódó állomások
A vasútállomáshoz az alábbi állomások vannak a legközelebb:
- Gare de Prelles (Gare de Veynes-Dévoluy, Veynes–Briançon-vasútvonal)
- Gare de L’Argentière-les Écrins